# Unidad Modelo Sábana Larga
Unidad Modelo Sábana Larga es una localidad del municipio de Huimanguillo ubicado en la subregión de la Chontalpa del estado mexicano de Tabasco.

## Geografía
La localidad de Unidad Modelo Sábana Larga se sitúa en las coordenadas geográficas 17°47′44″N 93°41′11″O / 17.795556, -93.686389, a una elevación de 30 metros sobre el nivel del mar.

## Demografía
Según el Conteo de Población y Vivienda 2020, efectuado por el Instituto Nacional de Estadística y Geografía, la localidad de Unidad Modelo Sábana Larga tiene 191 habitantes, de los cuales 92 son del sexo masculino y 99 del sexo femenino. Su tasa de fecundidad es de 2.69 hijos por mujer y tiene 51 viviendas particulares habitadas.
| Gráfica de evolución demográfica de Unidad Modelo Sábana Larga entre 1960 y 2020 |
|                                                                                  |
| INEGI.                                                                           |